# فيرنر رو
فيرنر رو (بالألمانية: Werner Rauh)‏ (و. 1913 – 2000 م) هو عالم نبات، وأحيائي، وأستاذ جامعي من ألمانيا . ولد في نيمغك.
توفي في هايدلبرغ ، عن عمر يناهز 87 عاماً.

## التعليم
تعلم في جامعة هاله

## مناصب وهيئات
أدار جامعة هايدلبرغ.

## جوائز
حصل على جوائز منها:
- صليب وسام الاستحقاق من جمهورية ألمانيا الاتحادية.